# Verbundsfeuerwehr
Eine Verbundsfeuerwehr oder ein Feuerwehrverbund ist in der Schweiz der Zusammenschluss von mehreren Feuerwehren zu einer Organisation.

## Organisation

### Zweckverband
Ein Zweckverband ist der Zusammenschluss von mehreren Feuerwehren zu einer selbstständigen Organisation inkl. eigener Statuten und einem Feuerwehrrat.

### Verbund
Von einem Verbund spricht man, wenn die betroffenen Feuerwehren zu einer Feuerwehr zusammengelegt werden, die Statuten und die Feuerwehrkommission in den einzelnen Gemeinden aber bestehen bleiben.

## Finanzierung
Ein Verteilschlüssel legt fest, welchen Anteil an die laufenden Ausgaben eine Mitgliedsgemeinde entrichten muss.
Der Feuerwehrverbund wird in der Regel höhere Subventionen von der Gebäudeversicherung bei Beschaffungen erhalten. So soll ein sanfter Druck zu freiwilligen Zusammenschlüssen aufgebaut werden.

## Probleme
Der Prozess des Zusammenschliessens von einzelnen Feuerwehren löst immer wieder Emotionen bei den betroffenen Feuerwehrangehörigen, aber auch bei der Bevölkerung aus. Folgende Argumente werden ins jeweils Feld geführt:
Gegen einen Zusammenschluss sprechen:
- Verlust der eigenen Feuerwehr
- Verlust der Feuerwehr im eigenen Wohnort
- Abbau der Sicherheit, da weniger Feuerwehrangehörige im Standort wohnen
- Abbau der Sicherheit wegen fehlender Ortskenntnis
- Abbau der Sicherheit wegen längeren Anfahrtswegen
- Mehraufwand wegen reduziertem Personalbestand
- Finanzielles Risiko wegen Anschaffungen
- Nachwuchsgewinnung außerhalb des neuen Standortes ist schwierig

Für einen Zusammenschluss sprechen:
- Gewinn an Sicherheit wegen Feuerwehrangehörigen mit mehr Einsatzerfahrung
- Rekrutierungsprobleme werden gelöst wegen reduziertem Sollbestand
- Tiefere Kosten führen zu tieferen Steuern